# Stereophyllum favaroi
Stereophyllum favaroi är en bladmossart som beskrevs av Tosco och Piovano 1956. Stereophyllum favaroi ingår i släktet Stereophyllum och familjen Stereophyllaceae. Inga underarter finns listade i Catalogue of Life.